# Bitwa pod Tacuba
Bitwa pod Tacuba – starcie zbrojne, które miało miejsce podczas podboju Meksyku przez Hiszpanów w 1521 po zdobyciu stolicy Azteków. Bitwa zakończyła się walnym zwycięstwem Europejczyków nad Aztekami, którzy – po zdobyciu stolicy przez Hiszpanów – praktycznie nie mieli już swego państwa. 